# Michel Chamillart
Pour les autres membres de la famille, voir Famille de Chamillart.
Michel Chamillart, né le 2 janvier 1654 à Paris où il est mort le 14 avril 1721, est un homme d'État français. À la fois ministre des finances et de la guerre, il dut faire face à la crise financière de 1709 et à la guerre de Succession d'Espagne.

## Biographie

### Débuts
Il est issu de la famille Chamillart, une famille de robe originaire de Sens, fils de Guy Chamillart, procureur puis intendant et de Catherine Compaing. Pierre Bureau est son précepteur ecclésiastique.
Comme beaucoup de ses contemporains ambitieux, il commence sa carrière comme conseiller au Parlement de Paris en 1676. Il fait la rencontre du Roi vers 1684, lors d'une partie de billard. Sa réputation de joueur hors pair l'avait fait connaître de Louis-Joseph de Vendôme et de Louis de Lorraine, qui le prennent en affection et le font admettre à une partie auprès de Louis XIV, grand amateur de ce jeu et qui apprécia, outre ses talents au billard, sa modestie.
Sa carrière prend par la suite un tournant de plus en plus favorable : le roi le fait maître des requêtes en 1686, puis intendant de Rouen en 1689, et il revient à Paris en 1690 pour devenir intendant des finances.

### Ascension
Dans la capitale, il sait se faire apprécier du monde des financiers, mais surtout gagne l'amitié de Madame de Maintenon, qui va lui confier une partie de l'administration de son école pour filles Saint-Cyr. Il se fait connaître pour son affabilité, sa facilité d'accès et sa disposition à servir, en plus de se faire des amis tels les ducs de Chevreuse ou de Beauvilliers.
Louis XIV apprécie chez lui sa probité et même une certaine délicatesse.
Une fois les portes de l'administration publique ouvertes, on le verra occuper la fonction de contrôleur général des finances à la suite de la démission de Louis de Pontchartrain en 1699, puis, en parallèle, celle de secrétaire d'État à la Guerre dès 1701, en dépit de son inexpérience complète de la chose militaire. Il devient ainsi, à la stupéfaction générale, « Colbert et Louvois tout ensemble », la plus importante charge jamais confiée au sein du gouvernement, et le principal collaborateur du Roi, qui a subi auparavant les désaccords entre ses deux principaux ministres.
Il est l'un des rares ministres de son époque à ne devoir son élévation qu'au bon vouloir du monarque, sans l'aide de clientélisme ou d'un réseau d'amis ou de parents influents. En effet, il était dépeint comme solitaire, ne se reconnaissait pas dans la mondanité des courtisans et semblait manquer de confiance en lui. Pour l'historien Thierry Sarmant, c'est l'effacement, la commodité et l'obéissance de Chamillart (tout comme la discrétion de ministres tels d'Aligre, Boucherat ou Pontchartrain) qui l'auraient favorisé auprès de Louis XIV, lui-même de nature timide et préférant éviter d'avoir à imposer sa volonté auprès de personnalités trop affirmées.
Apprécié par Louis XIV, qui le rencontre plusieurs fois par jour et avec qui il joue au billard, les deux hommes entretiennent également une amitié, voire au point de s'échanger des confidences. Chamillart se sent d'ailleurs bien plus à l'aise lors des séances de travail en privé avec le souverain où il peut entre autres lui rapporter ce qu'il a vu et entendu — au grand plaisir de ce dernier — que lors des réunions où tous les ministres sont présents et surenchérissent afin de se mettre en valeur.
Il s'efforce de renflouer les finances royales en créant des offices et des anoblissements, en améliorant le rendement des impôts, en faisant refondre les monnaies, en émettant des emprunts.
En matière militaire, il s'efforce de reconstituer les armées françaises après les défaites de Hochstedt (1704) et de Ramillies (1706).
En 1702, sa fille épouse le duc de Lorges, beau-frère de Saint-Simon, avec qui il se lie et dont il restera l'ami après sa disgrâce, jusqu'à sa mort.
En 1706, il succède à Gilbert Colbert de Saint-Pouange comme Grand Trésorier de l'ordre du Saint-Esprit. En novembre 1713, il se démettra de cette charge, où lui succèdera Nicolas Desmarest, marquis de Maillebois.
En 1708, le mariage de son fils froisse la marquise de Maintenon, qui lui devient hostile.

### Chute

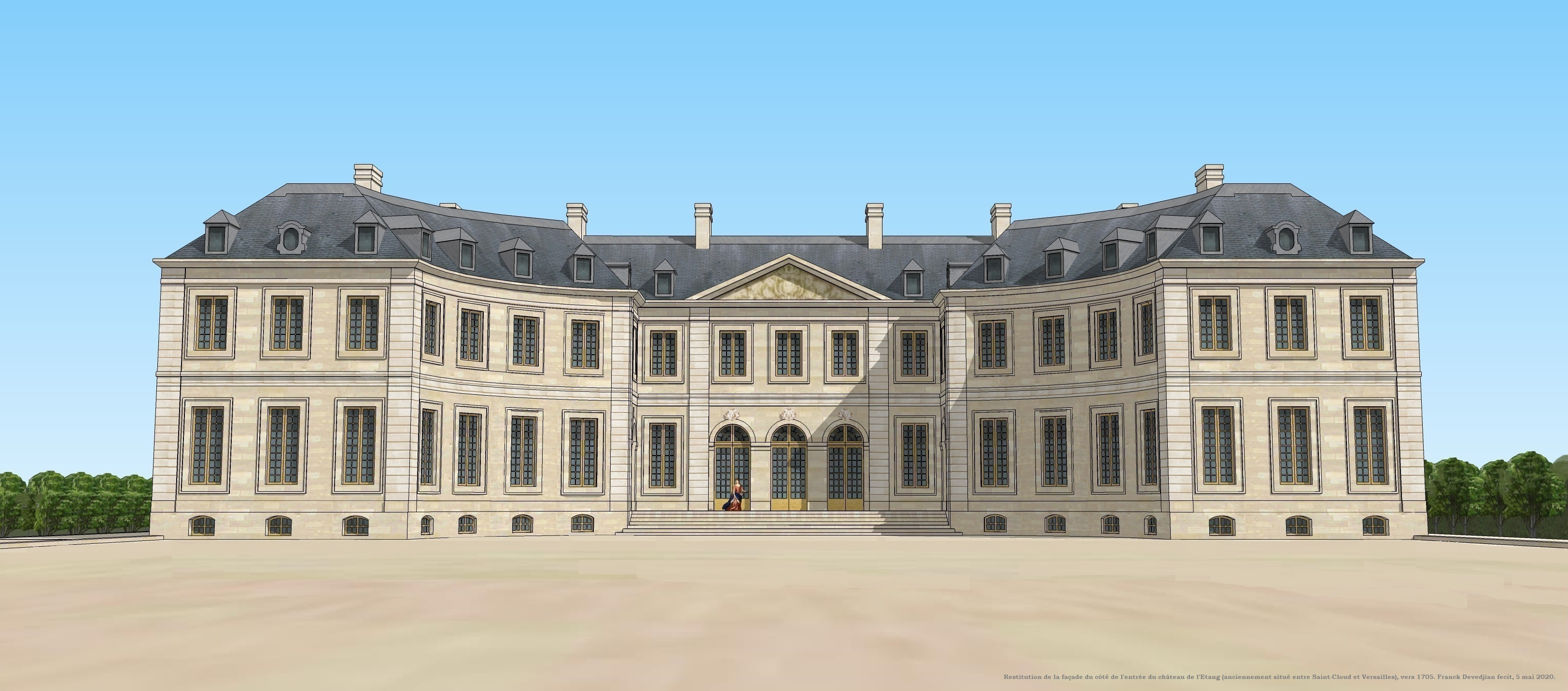
Restitution de la façade du côté de l'entrée du château de l'Etang, vers 1705. Ce château a été achevé par Chamillart, puis démoli peu après sa disgrâce.

Il reconnaît lui-même postérieurement que son étoile cesse de briller à partir de janvier 1701, c'est-à-dire à partir de son accession à la tête du département de la guerre, alors qu'il était toujours contrôleur des finances.
Occupés avant lui séparément par d'importantes personnalités, ces deux postes sont trop lourds pour un seul homme, pour ses compétences et sa santé, eu égard à la période difficile que le royaume traverse à la fin du règne de Louis XIV et au fait aussi qu'il portait sur ses épaules les revers militaires subis durant la guerre de Succession d'Espagne.
Voltaire résume cela en écrivant qu'il n'était « ni politique, ni guerrier, ni même homme de finance ».
Chamillart peine à imposer son autorité devant ses généraux d'armée, mais le roi persiste à défendre son ministre favori. Épuisé et conscient de sa réprobation, il va proposer sa démission des finances, ce qui est accepté par Louis XIV le 21 février 1708.
Sa santé demeure chancelante et son travail critiqué. Les nouvelles du front continuent d'être mauvaises et le 9 juin 1709, le roi cède aux pressions de son entourage et se résigne à démettre Chamillart du ministère de la guerre, donc du gouvernement, en lui concédant malgré tout une pension de 60 000 livres (de 12 000 à son fils et de 10 000 pour son épouse).
Sa chute est si brutale que ses détracteurs ont fait circuler ce quatrain :
Ci-gît le fameux Chamillart 

De son roi le protonotaire, 

Qui fut un héros au billard, 

Un zéro dans le ministère.

### Demeures successives
Au début de sa carrière ministérielle, il est seigneur de Montfermeil, à l'Est de Paris, seigneurie qu'il achète en 1695. Il y poursuit la construction du château commencé par Antoine Pélissier, secrétaire du Roi, et resté inachevé.
En 1701, il revend aux frères François et Michel Bégon le domaine de Montfermeil, pour acquérir des héritiers du secrétaire d'Etat Le Tellier de Barbezieux, le château de l'Etang, à Marnes la Coquette, dont il fait terminer la construction. Construit par Jacques Hardouin Mansart à proximité de Versailles, le château de l'Etang, entouré d'un parc magnifique, est la demeure de l'apogée de sa carrière. Il le revend en 1710.
En octobre 1709, après sa chute, il acquiert dans le Maine, de l'héritier de la famille de Champlais, le château de Courcelles, qui sera la demeure de sa retraite.
Par lettres patentes du mois de mai 1720, il obtient l'érection en comté de la Suze des terres et seigneuries de Courcelles, Château-Sénéchal, Saint Germain du Val, Verron, La Suze, avec désignation du château de Courcelles comme chef lieu du comté, sous le nom de La Suze.
L'année suivante, il meurt en son hôtel à Paris, rue Coq-Héron. il est inhumé avec ses parents dans la chapelle Notre-Dame de la Pitié de l'église Saint Nicolas du Chardonnet.

## Iconographie
- Un portrait de Chamillart jeune est conservé au château de Chenonceau.
- Une médaille à son effigie et plusieurs jetons à ses armes se trouvent au Cabinet des médailles de la Bibliothèque nationale de France.

## Famille
Michel Chamillart épouse le 28 novembre 1680 Élisabeth-Thérèse Le Rebours (1657- château de Courcelles, 26 juillet 1731), sa cousine germaine, fille de Jean Le Rebours, seigneur de Prunelay, maître des comptes, et de Isabelle Anne Compaing. Dont quatre enfants :
- Catherine Angélique Chamillart (1er mars 1683 - Paris, 19 mars 1739), mariée le 14 juin 1698  avec Thomas de Dreux-Brézé, marquis de Dreux-Brézé, grand-maître des cérémonies de France (1677-1749), dont postérité[15] (les Dreux, branche de Brézé, entre autres branches, sont une famille de robe assez semblable aux Chamillart d'où l'amitié entre le ministre, conseiller au Parlement de Paris avant son élévation, et le père de son gendre, également conseiller au Parlement de Paris. Néanmoins, sans la densité de la parentèle de grands commis que Michel Chamillart possédait)
- Marie-Thérèse Chamillart (22 septembre 1684 - Paris, 3 septembre 1716), mariée le 24 novembre 1701 avec Louis d'Aubusson, duc de La Feuillade, duc de Roannais, maréchal de France, gouverneur du Dauphiné, veuf de Charlotte Thérèse Phélypeaux, sans postérité[16] (les d'Aubusson sont une très ancienne maison féodale) ;
- Geneviève-Thérèse Chamillart (24 octobre 1685 - 31 mai 1714), mariée le 14 décembre 1702 avec Guy-Nicolas de Durfort, duc de Lorges, fils de Guy Aldonce II de Durfort maréchal de France, dont postérité (les Durfort de Duras sont une ancienne maison féodale)[17]
- Michel II Chamillart, marquis de Cany-Caniel[18], grand maréchal des logis de la Maison du Roi (7 avril 1689 - 23 juillet 1716)[19]. Colonel du régiment de La Marine en 1709, il est mort à seulement 27 ans, avant ses parents, il épouse le 12 janvier 1708 Marie-Françoise de Rochechouart Mortemart, fille de Louis de Rochechouart, duc de Mortemart et de Marie-Anne Colbert, dernière fille du grand ministre[20]. Elle se remarie en 1722 avec Louis Jean Charles de Talleyrand Périgord, prince de Chalais, grand d'Espagne de première classe (1677-1757). Dont :
  - Louis-Michel Chamillart (1709-1774), comte de La Suze, marié en 1748 avec Anne-Madeleine Chauvelin. Tous deux sont les parents de Louis François Charles de Chamillart, marquis de La Suze, pair de France sous la Restauration (1751-1833) ;
  - Marie-Elisabeth Chamillart (de Cany) (1713-1788), mariée en 1732 avec Daniel-Marie de Talleyrand-Périgord, dit le marquis de Talleyrand, veuf de Marie-Guyonne de Rochefort-Théobon et fils du second époux de sa mère ;
    - .... de Louis-Jean-Charles de Talleyrand, prince de Chalais, que Marie-Françoise de Rochechouart, la mère de Marie-Elisabeth Chamillart, a épousé en secondes noces après le décès en 1716 de Michel II Chamillart. De cette seconde union de la mère de Marie-Elisabeh naît, en 1727, Marie-Françoise-Marguerite de Talleyrand (-Périgord), connue sous le nom de princesse de Chalais, demi-sœur d'Elisabeth et femme de Gabriel-Marie de Talleyrand-Périgord (1726-1795), comte de Grignols et de Périgord, baron de Mareuil, grand d'Espagne, fils du premier lit dudit marquis Daniel-Marie de Talleyrand avec Marie-Guyonne de Rochefort-Théobon, d'où la suite des princes de Chalais, ducs de Périgord.
    - Quant à Daniel-Marie et sa deuxième femme Marie-Elisabeth Chamillart, ils ont entre autres enfants Charles-Daniel de Talleyrand-Périgord — le père du ministre Talleyrand, et d'Archambaud de Talleyrand-Périgord souche des ducs de Talleyrand, de Dino et de Sagan — et Alexandre-Angélique, cardinal, archevêque de Reims puis de Paris. Ainsi, toute la maison de Talleyrand-Périgord subsistante des XVIIIe et XIXe siècles, est issue de ces unions croisées.

Michel Chamillart a quatre frères et une sœur :
- Jean-François de Chamillart, évêque de Dol (1692-1702) puis évêque de Senlis, abbé de Fontgombault, abbé de Baume les Messieurs, membre de l'Académie française ;
- Guy de Chamillart, capitaine aux gardes, tué à la bataille de Walcourt en 1690[21] ;
- Jérôme de Chamillart (-1728), comte et maréchal de camp en 1694.
- Etienne de Chamillart, père jésuite ;
- Anne de Chamillart, mariée avec François Gassot, seigneur de Soye, Rochefort, dont postérité.

### Sources et bibliographie
- Gustave Esnault, Michel Chamillart, contrôleur général des finances et secrétaire d'État de la guerre (1699-1709) : Correspondance et papiers inédits, Le Mans, Monnoyer, 1884, VIII + 416 p.  + 352 (lire en ligne) t. 1 ; t. 2 ; contient la correspondance de Chamillart de 1693 à 1719
- Emmanuel Pénicaut, « Michel Chamillart, ministre et secrétaire d’État de la guerre de Louis XIV (1654-1721) »[22]
- Emmanuel Pénicaut, Faveur et pouvoir au tournant du Grand Siècle : Michel Chamillart, ministre et secrétaire d’État de la guerre de Louis XIV, Paris, École des Chartes, 2004, , 518 p. (ISBN 2-900791-74-X, lire en ligne).
- Thierry Sarmant et Mathieu Stoll, Régner et gouverner : Louis XIV et ses ministres, Paris, Perrin, 2010  (ISBN 978-2-262-02560-1), notamment p. 120-129.
- Thierry Sarmant, Louis XIV. Homme et roi, Tallendier, 2012, p. 551.